# 断食道場
断食道場（だんじきどうじょう）とは、一定期間の断食（ファスティング）を通して心身を整えることを目的とした滞在型の施設である。日本国内では、仏教寺院に併設された道場から民間の健康リトリート施設まで形態が多様であり、目的も健康増進、精神修養、ダイエット、デトックスなど多岐にわたる。

## 概要
断食道場では、滞在者が数日から1週間程度の期間を設け、専門家の指導のもとで断食生活を送る。基本的には宿泊形式で運営され、断食の程度や方法には施設ごとの違いがある。
一般的な断食方法としては以下がある：
- 完全断食（水やお茶のみを摂取）
- 一日一食などの制限食型断食
- 回復食を段階的に導入する段階断食

断食のほかに、坐禅・瞑想・読経・ストレッチ・軽運動などがプログラムに含まれていることも多く、心身のバランスを整える「リトリート（retreat）」としての役割も果たしている。

## 歴史
断食の起源は古代インドにまで遡り、仏教やヒンドゥー教の修行として行われてきた。日本でも仏教の苦行や神道の修行などにおいて断食が実践されてきた。
現代日本においては、1970年代以降のマクロビオティックや自然療法の普及に伴い、健康目的での滞在型断食施設が増加。1990年代以降には、医療関係者が関与する施設も増え、安全性を重視した運営が進んでいる。

## 現代の動向
2020年代に入り、「ファスティングリトリート」やワーケーションと組み合わせた断食が注目されている。また、完全断食だけでなく、「一日一食」のような緩やかな断食法を取り入れる施設も増加傾向にある。

## 種類と特徴
日本国内の断食道場や関連施設は、その目的や断食方法に応じてさまざまな形態が存在する。代表的な例としては、以下のように分類される：
- 仏教修行と結びついた「一日一食」の断食を基本とする禅宗系道場（例：龍雲寺禅堂）
- 古来から伝わる完全断食行を継承する伝統的寺院（例：成田山新勝寺）
- 民間の女性専用施設による、酵素ドリンクなどを用いた断食体験（例：すずなり京都）

このように、宗教的背景をもつ施設から、現代的な健康リトリート型の施設まで幅広く、利用者の目的や体力に応じて断食の方法を選ぶことが可能である。